# 擂琴
擂琴（“擂”字亦作“雷”），又称擂胡，是中国的传统拉弦乐器，由坠胡改造而成。擂琴音色独特、音量较大，善于模仿人声，独奏、合奏均可。有大擂、小擂两种。

## 起源
二十世纪二十年代末，由山东郓城艺人王殿玉（1899—1964）在坠胡基础上，加长琴杆、加大琴筒、改蒙蟒皮而成。最早称之为“大弦子”，“大雷”。1953年正式定名为“擂琴”。

## 构造
擂琴由坠胡发展而来，在构造上与其相似。擂琴琴杆窄而长，用红木、花梨木制，表面为指板。琴头呈铲形，左右各置一弦轴，轴表面刻有瓣纹，轴顶嵌骨饰。琴筒大而短，铜制、圆形，蟒皮蒙面，后敞口。置琴码，张两弦。琴弓较二胡弓长，所拴马尾束较宽。有大、小两种。大者全长 110厘米，张钢丝弦；小者全长90厘米，张丝弦。

## 定弦、记谱及音域
擂琴定弦不一，多根据演奏者习惯。但一般内外弦相距纯四度或纯五度。大擂一般定为内弦e，外弦a或内弦d外弦a。小擂的定弦比大擂高八度。
擂琴记谱用高音谱表，记谱比实音高八度。
擂琴音域约为两个八度，大擂约从e(或d)--g2（实音），常用音域为a--e2。小擂音域整体高八度。音区差异不大。